# Final Fantasy XIV: Heavensward
Final Fantasy XIV: Heavensward (jap. ファイナルファンタジーXIV: 蒼天のイシュガルド (Fainaru Fantajī Fōtīn: Sōten no Ishugarudo, dosł. Final Fantasy XIV: Błękitne Niebo Ishgardu) – pierwszy dodatek do gry MMORPG Final Fantasy XIV: A Realm Reborn wydany 23 czerwca 2015 roku przez Square Enix na platformy PlayStation 3, PlayStation 4, oraz systemy operacyjne Windows i OS X. Dodatek spotkał się z bardzo pozytywnym odbiorem zarówno wśród fanów, jak i krytyków.
Nazwa dodatku nawiązuje do Oddziału Niebios (ang. Heavens' Ward), osobistej straży Arcybiskupa Thordana VII. Heavensward opowiada historię tysiącletniego konfliktu znanego jako Wojna Smoczej Pieśni (ang. Dragonsong War), w który zostaje uwikłany gracz wraz z resztą Potomków Siódmego Świtu (ang. Scions of the Seventh Dawn). Wraz z przebiegiem historii gracz odkrywa pradawną konspirację ujawniającą prawdziwe korzenie wojny pomiędzy Stolicą Apostolską Ishgardu (ang. Holy See of Ishgard), a smoczą hordą Dravanii.

## Nowa zawartość
Dodatek Heavensward wprowadził między innymi kontynuację wątku fabularnego znanego z Final Fantasy XIV: A Realm Reborn, wiele nowych aktywności, nowe rejony świata, podniesiony maksymalny poziom postaci (poziom 60), dodano również wiele nowych mechanizmów rozgrywki takich jak możliwość latania przy pomocy wierzchowców. Gracze otrzymali nową grywalną rasę postaci Au'Ra, a także trzy nowe grywalne klasy postaci: Mroczny Rycerz (ang. Dark Knight), Mechanik (ang. Machinist) oraz Astrolog (ang. Astrologian). Każda z dotychczasowych klas postaci otrzymała nowe umiejętności które zmodyfikowały dotychczasowy sposób rozgrywki i dodały nowej głębi systemowi walki.

## Prace nad dodatkiem
Proces planowania prac nad dodatkiem rozpoczął się ponad rok przed publiczną zapowiedzią. Naoki Yoshida, producent oraz reżyser gry podjął decyzję o wybraniu nieba jako tematu przewodniego dla Heavensward. Zespół deweloperski działał w ramach ustanowionych do tej pory informacji na temat regionu Ishgardu. Dotyczyło to również fikcyjnego języka smoków stworzonego przez Michaela-Christophera Koji Fox, dyrektora angielskiej lokalizacji, w 2010 roku podczas pierwotnej premiery gry. W przeciwieństwie do A Realm Reborn, historia dodatku nie bazuje na poprzednich odsłonach cyklu, zamiast tego czerpiąc inspirację z rzeczywistych konfliktów na tle religijnym.

## Muzyka
Masayoshi Soken, reżyser dźwiękowy skomponował znaczną większość ścieżki dźwiękowej użytej w dodatku, która liczy ponad 50 utworów. Heavensward cechował się również powrotem znanego z poprzednich odsłon cyklu kompozytora Nobuo Uematsu, który skomponował motyw przewodni dodatku pod tytułem Smocza Pieśń (ang. Dragonsong). Soken podkreślał znaczenie związku między muzyką i historią jako ważny element podczas procesu komponowania utworów, koncentrował się on na poprawieniu wrażeń gracza podczas gry i doświadczania jej historii. Kompozytor wraz ze swoim zespołem skupili się na odzwierciedleniu mrocznego tonu warstwy fabularnej w muzyce tak, by była ona naturalna w odbiorze i wraz z innymi elementami tworzyła niezapomniane doświadczenie.

## Aktualizacje
| Numer aktualizacji | Tytuł                           | Data wydania      | Źródło |
| ------------------ | ------------------------------- | ----------------- | ------ |
| 3.0                | Heavensward                     | 23 czerwca 2015   | [ 10 ] |
| 3.1                | As Goes Light, So Goes Darkness | 10 listopada 2015 | [ 10 ] |
| 3.2                | The Gears of Change             | 23 lutego 2016    | [ 10 ] |
| 3.3                | Revenge of the Horde            | 7 czerwca 2016    | [ 10 ] |
| 3.4                | Soul Surrender                  | 27 września 2016  | [ 10 ] |
| 3.5                | The Far Edge of Fate            | 17 stycznia 2017  | [ 10 ] |